# María Gámez Gámez
María Gámez Gámez (Sanlúcar de Barrameda, 29 de gener de 1969) és una advocada i política espanyola. Des de gener de 2020 és la directora general de la Guàrdia Civil, convertint-se així en la primera dona que ostenta el càrrec al cos. Entre setembre de 2018 i gener de 2020 va ser la subdelegada del Govern espanyol a la província de Màlaga.

## Biografia
És la menor dels onze fills del responsable del far d'Estepona. Es va llicenciar en Dret per la Universitat de Màlaga i diplomar en Alta direcció d'empreses per l'Institut Internacional Sant Telmo. Com a alta funcionària del Cos Superior d'Administradors Generals de la Junta d'Andalusia i de l'Ajuntament de Màlaga va començar la seva activitat professional a la delegació d'Agricultura i Pesca de Màlaga. Posteriorment va treballar a l'oficina del Defensor del Poble a Sevilla entre 1992 i 1994. A l'administració andalusa va passar per la Delegació de Treball i Assumptes Socials de Sevilla i la Delegació de Turisme i Esport de Màlaga. L'any 2004 va ser nomenada delegada de la Conselleria d'Innovació, Ciència i Empresa a Màlaga, on també va exercir entre 2008 i 2010 el càrrec de delegada del Govern andalús.

### Trajectòria política
Va ser candidata a l'alcaldia de Màlaga pel PSOE l'any 2011 i 2015. Va ser vocal de l'Executiva Federal del PSOE, secretària de Sanitat de l'Executiva regional del PSOE d'Andalusia i presidenta de l'Executiva del PSOE de Màlaga. També va ser portaveu socialista a l'Ajuntament de Màlaga.
Aficionada a les noves tecnologies, l'any 2007 va obrir un blog personal i l'any 2011 va ser considerada la política andalusa més activa a les xarxes socials.
Va deixar la política el 2016, però va tornar dos anys després, al setembre de 2018 per ocupar el lloc de subdelegada del Govern espanyol a Màlaga. En aquest període va destacar per la seva gestió liderant l'operatiu del Rescat del pou de Totalán.
Compromesa per la igualtat i implicada en la defensa dels drets de les dones ha participat en manifestacions de la diada del 8 de març i en les mobilitzacions del 25 de novembre contra la violència de gènere a Màlaga.
El gener de 2020 es va anunciar que, a proposta del Ministre de l'Interior espanyol, Fernando Grande-Marlaska, i acceptació de la Ministra de Defensa espanyola, Margarita Robles, seria la nova Directora general de la Guàrdia Civil, en substitució de Félix Vicente Azón Vilas, convertint-se així en la primera dona al capdavant d'aquesta institució amb 175 anys d'història. L'Associació Unificada de Guàrdies Civils a Màlaga va valorar positivament la proposta del nomenament.